# المعزبة (الشعر)

تعديل مصدري - تعديل

المعزبة محلة تابعة لقرية البرحى، التابعة لعزلة بيت الصائدي بمديرية الشعر إحدى مديريات محافظة إب في الجمهورية اليمنية.، بلغ تعداد سكانها 56 حسب تعداد اليمن لعام 2004.